# エロメリクス
エロメリクスは鯨偶蹄目の絶滅した属。昔はanthracothereとされていた。この属は世界に広く分布しており、始新世中期のアジアをはじめとして、始新世後期のヨーロッパ、漸新世早期までの北アメリカに住んでいた。
エロメリクスは体長1.5メートルで、馬にやや似た細長い頭部を持っている。植物を食べるための小さな牙とスプーン状の切歯を持っており、植物を引き抜き食い切るのに適していた。後ろ足に5つ、前足に4つの指があり、足は長くて泥地を歩くのに適していた。その習性は現代のカバに似ていると考えられている。